# ويليام باتشيكو
ويليام باتشيكو (بالإسبانية: William Pacheco)‏ هو لاعب كرة قدم فنزويلي في مركز الدفاع، ولد في 18 أبريل 1962 في فنزويلا. لعب مع ديبورتيفو تاشيرا ونادي بورتوغيزا.

## وصلات خارجية
- ويليام باتشيكو على موقع الاتحاد الدولي (مؤرشف)  (الإنجليزية)
- ويليام باتشيكو على موقع ناشيونال فوتبول تيمز (الإنجليزية)